# Funkcionalismus (teorie mysli)
Funkcionalismus je filozofický směr, který se snaží zodpovědět na otázku mind/body problému. I když se funkcionalismus začal formovat na konci 20. století, má kořeny v Aristotelově pojetí duše a vychází z Hobbesovy koncepce vědomí, která vědomí brala jako „počítací stroj“. Pro funkcionalisty není důležitá podoba vnitřní konstrukce systému, ale to, jak tento design funguje. Mozek vnímají jako černou skříňku, na které je zajímají pouze vstupy a výstupy. Poté hledají za pomocí vztahu mezi vstupem a výstupem jakýsi program nebo funkci, která by tento vztah zajišťovala.
Jako příklad tohoto modelu lze uvést pociťování bolesti, která je způsobena nějakým poraněním našeho těla. Ve funkcionalistickém pojetí je vstup poranění, které nás bolí a výstup je snaha se bolesti zbavit nebo reakce na ni. Kdybychom potkali mimozemšťana, který by byl vytvořený ze silikonu a avokáda a jeho „program“ na pociťování bolesti by byl stejný jako náš, cítil by bolest bez ohledu na to, jestli se jeho tělo našemu podobá či nikoliv. Tento argument vícenásobné realizovatelnosti používá funkcionalismus vůči teoretikům identity, kteří předpokládali, že každý mentální stav či fenomén (přesvědčení, bolest atd.) odpovídá stavu lidského mozku.

## Historie
I když funkcionalismus získal hlavní slovo mezi teoriemi mysli ve 20. letech, jeho kořeny sahají do moderní i antické filozofie..

### Počátky
Počátky funkcionalistického myšlení můžeme vysledovat již u Aristotelovy teorie duše. Na rozdíl od Platona, který tvrdil, že duše může existovat mimo tělo, Aristoteles svou teorii založil na tom, že duše je forma lidského těla – soubor schopností, které nám umožňují vyjádřit to, co představuje. Stejně jako má oko schopnost vidět, má duše schopnost uspokojovat a zajišťovat potřeby lidského těla. Aristoteles tedy argumentuje, že duše je neoddělitelná od těla a umožňuje nám žít, vnímat a jednat.
Druhým historickým představitelem je Hobbes. Ten říká, že uvažování není nic jiného než provádění výpočtů. Poté v jeho knize Leviathan uvažuje nad tím, proč bychom o strojích nemohli říct, že uměle žijí.

### Turingův test
Alan Turing ve své práci z roku 1950 již neuvažoval nad tím, zda mohou stroje myslet. Jeho otázka zněla, jestli je možné sestrojit stroj, který by svými odpovědi člověka přesvědčil, že se baví s další lidskou bytostí. Tuto zkoušku nazval Turingův test. Jeho práce se stala inspirací na začátku 20. století, kdy se funkcionalismus začal rozvíjet.

### Behaviorismus
K rozvoji funkcionalismu docházelo také prostřednictvím behavioristických teorií. I přesto, že funkcionalismus a behaviorismus jsou odlišné, v pozdějších snahách behaviorismu vysvětlit chování (což bez uvažování o mentálních stavech a procesech nebylo možné), vznikly dva směry funkcionalismu – psychofunkcionalismus a analytický funkcionalismus.

## Vícenásobná realizovatelnost
Vícenásobnou realizovatelnost objevili neurologové, kteří zjistili, že mozek má poměrně velkou schopnost plasticity. Pokud je poškozen v jedné části, je do jisté míry možné, aby se mozková činnost, která byla zajišťována v dané oblasti přesídlila do jiné. Pokud z pohledu funkcionalismu jsou mentální stavy a neurální stavy tím samým, poté by měly všechny organismy (které jsou schopny cítit bolest) mít stejnou neurální aktivitu jako lidé, kteří cítí bolest.

## Typy funkcionalismu

### Počítačový funkcionalismus
Dřívější funkcionalistické teorie, které navrhl Putnam (1960,1967) můžeme chápat jako odpověď čelit behaviorismu.
Navrhl pojem „počítačový funkcionalismus“ a dle jeho teorie může jakákoliv věc intelektem být vnímána jako Turingův stroj, který bude při svých operacích používat specifické programy (instrukce).
Turingův stroj si můžeme představit jako nekonečně dlouhou pásku, která je rozdělená do čtverců a je zde skenovací zařízení, která na pásku nasedá a skenuje každý čtverec, který je buďto prázdný anebo má na sobě napsanou jedničku. Turingův stroj funguje takto:
1. Nachází se ve výchozím stavu
2. Pokud je tento stav koncový, výpočet končí
3. Skenovací zařízení přečte symbol ze čtverce, nad kterým se aktuálně nachází
4. Pokud se nachází v přechodovém stavu, zařízení může přepsat symbol, nad kterým se nachází a pohnout se doleva či doprava
5. Pokud se nenachází v přechodovém stavu, výpočet skončí
6. Proces se znovu poté opakuje od bodu 2.

Tento model nezávisí pouze na vstupech a výstupech, ale záleží také na tom, v jakém stavu nebo nastavení se skenovací zařízení nachází.

### Psychofunkcionalismus
Druhou formou funkcionalismu je psychofunkcionalismus, který je spojován se jmény jako je Jerry Fodor nebo Zenon Pylyshyn. Tento směr především odmítá behaviorální teorie a snaží se je nahradit kognitivními modely mysli. Důležitou myšlenkou je to, že psychologie je velmi komplexní věda a všechny pojmy a způsoby chápání našich komponentů mysli nemohou být popisovány a definovány na základě behaviorismu. Tento směr říká, že pokud nějaký duševní stav, který popisuje folková psychologie (například Hysterie) nemá z hlediska kognitivní psychologie vysvětlení, tak neexistuje. Psychofunkcionalisté se snaží jakýkoliv nový duševní stav charakterizovat vědecky.

### Analytický funkcionalismus
Třetím směrem je analytický funkcionalismus, který je nejčastěji spojován se jménem Davida Lewise a často je nazýván i konceptuálním funkcionalismem. Základní myšlenka je taková, že teoretické pojmy jsou definovány skrz situace. Například jednoduchá slova jako hlad, věřit, chtít nebo jíst nám jsou známá skrz folkovou psychologii, ale námi prováděná konceptualizace těchto slov neobstojí před teorií kauzalit. Můžeme si mentální stav označit jako M, kterému předchází nějaké P a je způsoben Q.
K pochopení, jak analytický funkcionalismus funguje, nám poslouží psycho-fyzická teorie identity. Psycho-fyziologická teorie identity říká, že každý mentální stav je spojený s určitou mozkovou aktivitou. Dřívější vyznavatelé této teorie (hlavně J.J.C Smart) například identifikovali bolest se stimulací nervových vláken skupiny C. Termín „bolest“ a „nervová stimulace“ sice nemají stejný význam, ale obě označují stejný stav.

## Kritika

### Čínský mozek
Jedná se o myšlenkový experiment, který navrhl v roce 1978 Ned Block. Vychází z představy, že celá populace Číny tvoří jeden mozek. Každý člověk simuluje jeden neuron a lidé mezi sebou komunikují speciální vysílačkou. Současný stav tohoto mozku je promítán na satelitech a je možné ho vidět z jakéhokoliv místa. Dokud budou lidé dobře plnit své funkce a bude zde řádný vztah mezi vstupy a výstupy, podle funkcionalistů se dá tento systém označit jako vědomí. Block však poznamenává, že funkcionalismus je naprosto absurdní, pokud tento model funkcionalisté uznávají jako legitimní mysl.

### Argument čínského pokoje
Tento myšlenkový experiment byl navržen 1980 Johnem Searlem. Pomocí této hypotetické situace chtěl dokázat, že samostatná schopnost smysluplně odpovídat na otázky není dostatečná pro to, abychom mohli rozhodnout, zda nám stroj rozumí nebo ne (princip Turingova testu). V tomto testu máme uzavřenou místnost, ve které je velké množství čínských textů a tak je zde každá smysluplná věta v čínském jazyce. V takovém pokoji je člověk, který čínštinu neovládá, ale ví, kde hledat odpovědi na otázky, které mu klade člověk ve vedlejší místnosti. Člověk ve vedlejší místnosti by si mohl myslet, že osoba v pokoji čínsky umí, přesto že pouze mechanicky pracuje s neznámými symboly.
Na tomto experimentu chtěl John Searl ukázat, že systém, který funguje pouze na syntaktických procesech (vstupy a výstupy, které jsou založené na algoritmech), nemá šanci ani schopnost si uvědomit jakékoliv sémantické informace nebo intencionalitu. Searl tímto experimentem chtěl dokázat, že funkcionalismus je jako teorie mysli nedostatečná.
Funkcionalisté na tyto Searlovy námitky odpověděli v návaznosti na Čínský mozek – podle nich v tomto hypotetickém scénáři nějaká forma mentální aktivity probíhá, protože celý systém vlastně čínsky umí.